# Flat Top, Antarktis (Ross Dependency)
Flat Top är en bergstopp i Antarktis. Den ligger i Östantarktis. Nya Zeeland gör anspråk på området. Toppen på Flat Top är 4 053 meter över havet.
Terrängen runt Flat Top är kuperad åt nordost, men åt sydväst är den bergig. Flat Top är den högsta punkten i trakten. Trakten är obefolkad. Det finns inga samhällen i närheten.